# Pont del Molí de Betren
El Pont del Molí de Betren (Pònt dera Mòla de Betren o Pont de Betrèn en occità) és una pont al municipi de Vielha e Mijaran (Vall d'Aran) inclosa a l'Inventari del Patrimoni Arquitectònic de Catalunya.

## Descripció
Pont de Betren, bastit damunt de la Garona (18m de long. X 2,5m d'ample, baranes 1m dalt), en un brancal de l'antic Camin Reiau que comunica amb la Solana i Casarilh. Els estreps del pont aprofiten sengles roques sobresortints en el llit del riu com a base. Una única arcada de notables dimensions fou resolta amb carreus disposats en full de llibre. Aquesta fàbrica contrasta amb la resta, de carreuons escairats a cops de martell, però ben disposats en filades horitzontals i unida amb argamassa. La part superior del pont fou condicionada a principis del segle XX per tal d'ampliar el camí, segons confirma la inscripció que hi ha en un dels extrems: 1924 S. J., de manera que avui presenta l'estructura inclinada; és possible que l'original fos d'esquena d'ase. L'abundant brossa no permet apreciar totes les seves característiques.

## Història
El qüestionari de Francisco de Zamora consigna el pont de Betren damunt del riu Garona, de pedra i d'un sol ull que tenia les següents mides: 36,5 pams d'alt, 70 pams de llarg i 6 pams d'ample; servia pel conreu i per al trànsit del bestiar del poble (1788).